# Bandeira do povo rom

A bandeira do povo rom (styago le romengo em romani) é a bandeira internacional do povo rom, também chamado de cigano. Foi oficialmente aprovada em 1971, durante o Primeiro Congresso Mundial Rom, realizado no Reino Unido, no qual também foi aprovado o hino rom Gelem Gelem.

## História
Foi aprovada no Primeiro Congresso Mundial Rom realizado em Londres, no Reino Unido, em 1971. A bandeira é composta por duas bandas horizontalmente dispostas de azul em cima e verde em baixo representando os céus e a terra, respectivamente. No centro da bandeira, figura uma chakra vermelha, representando a herança indo-ariana do povo rom. A Bandeira da Índia também contém uma chakra.